# Гаґуді
Гаґуді — невелике містечко (ест. alevik) у волості Рапла, повіт Рапла, Естонія. За даними перепису населення 2011 року населення селища становило 311 осіб.
У Гаґуді є залізнична станція на лінії Таллінн - Вільянді, яку обслуговує залізнична компанія Elron.
Прибалтійський німецький адмірал і дослідник Адам Йоганн фон Крузенштерн (1770–1846) народився в маєтку Гаґуді. 

## Зовнішні посилання
- Парафія Рапла (ест.)
- Освітній центр Гаґуді (ест.)
- Маєток Гаґуді